# Canton de Saint-Denis-8
Le canton de Saint-Denis-8 est un ancien canton de l'île de La Réunion, département d'outre-mer français de l'océan Indien. Il se limitait à une fraction de la commune de Saint-Denis.

## Histoire
| Période | Période | Identité         | Étiquette    | Qualité                                                                                                   |
| ------- | ------- | ---------------- | ------------ | --- |
| 1988    | 1994    | Hervé Maureau    | RPR          | Technicien                                                                                                |
| 1994    | 2001    | Jean-Max Nativel | PS puis UPR  | Infirmier, adjoint au maire de Saint-Denis (1988-1995)                                                    |
| 2001    | 2008    | Patricia Hoarau  | UDF puis UMP | Technico-commerciale Adjointe au maire de Saint-Denis Suppléante du député René-Paul Victoria (2002-2007) |
| 2008    | 2015    | Emmanuel Hoarau  | PS           | Ancien adjoint au maire de Saint-Denis (1989-2001) Vice-président du conseil général (2008-2011)          |